# Jarosław Reszczyński
Jarosław Reszczyński – doktor habilitowany nauk prawnych, pracownik naukowy Katedry Prawa Rzymskiego Uniwersytetu Jagiellońskiego oraz Wydziału Stosunków Międzynarodowych Wyższej Szkoły Administracji w Bielsku-Białej, wykładowca Uniwersytetu Papieskiego w Krakowie.

## Życiorys
W 1977 ukończył prawo na Uniwersytecie Jagiellońskim; w latach 1991–1998 był radcą ambasady RP w Rzymie, współredagował też w tym czasie Biuletyn Informacyjny Polonii Włoskiej; w latach 1997–1998 był członkiem honorowym Związku Polaków we Włoszech. W 2009 habilitował się na macierzystej uczelni w dziedzinie nauk prawnych, specjalność – prawo rzymskie.
Po podczas obchodów 30. rocznicy powstania Studenckiego Komitetu Solidarności w Krakowie w roku 2007 Bronisław Wildstein publicznie nazwał Reszczyńskiego „prowokatorem bezpieki”; ukazało się też kilka publikacji na ten temat w „Dzienniku Polskim”; dr Reszczyński oddał się do dyspozycji władz uczelni i zapowiedział, że „w przyszłości, gdy się pozbiera psychicznie, wystąpi o proces ustalający prawdę w tej sprawie". Prof. Janusz Sondel, jego zwierzchnik na Uniwersytecie oświadczył publicznie, że zamierza bronić Reszczyńskiego, choć zapoznawszy się z jego obszernymi wyjaśnieniami nie zaprzeczył jego współpracy – w ograniczonym stopniu – ze Służbą Bezpieczeństwa, do której doszło jeszcze w czasach, kiedy Reszczyński był licealistą. W reportażu Ewy Stankiewicz i Anny Ferens „Trzech kumpli” poświęconemu Pyjasowi Wildsteinowi i Maleszce padł pod adresem Reszczyńskiego zarzut, że jako TW „Mietek” wytypował Maleszkę jako kandydata na współpracownika SB.

## Publikacje
Autor i współautor kilku publikacji z dziedziny prawa, m.in.:
- Tomasz Palmirski, Robert Pabis, Jarosław Reszczyński; "Prawo rzymskie – repetytorium"; wyd. Zakamycze, Kraków, 1999; ISBN 83-88114-01-8.
- Tomasz Palmirski, Jarosław Reszczyński; "Prawo rzymskie. Praktyczny przewodnik do nauki przedmiotu. Repetytorium"; wyd. Zakamycze, Kraków, 2004; ISBN 83-7333-449-1.
- Jarosław Reszczyński; "Sądownictwo i proces w kodyfikacji Macieja Śliwnickiego z 1523 roku"; Monografie Wydziału Prawa i Administracji UJ, Kraków, 2007; ISBN 978-83-233-2411-9.